# Kürnacher Wald

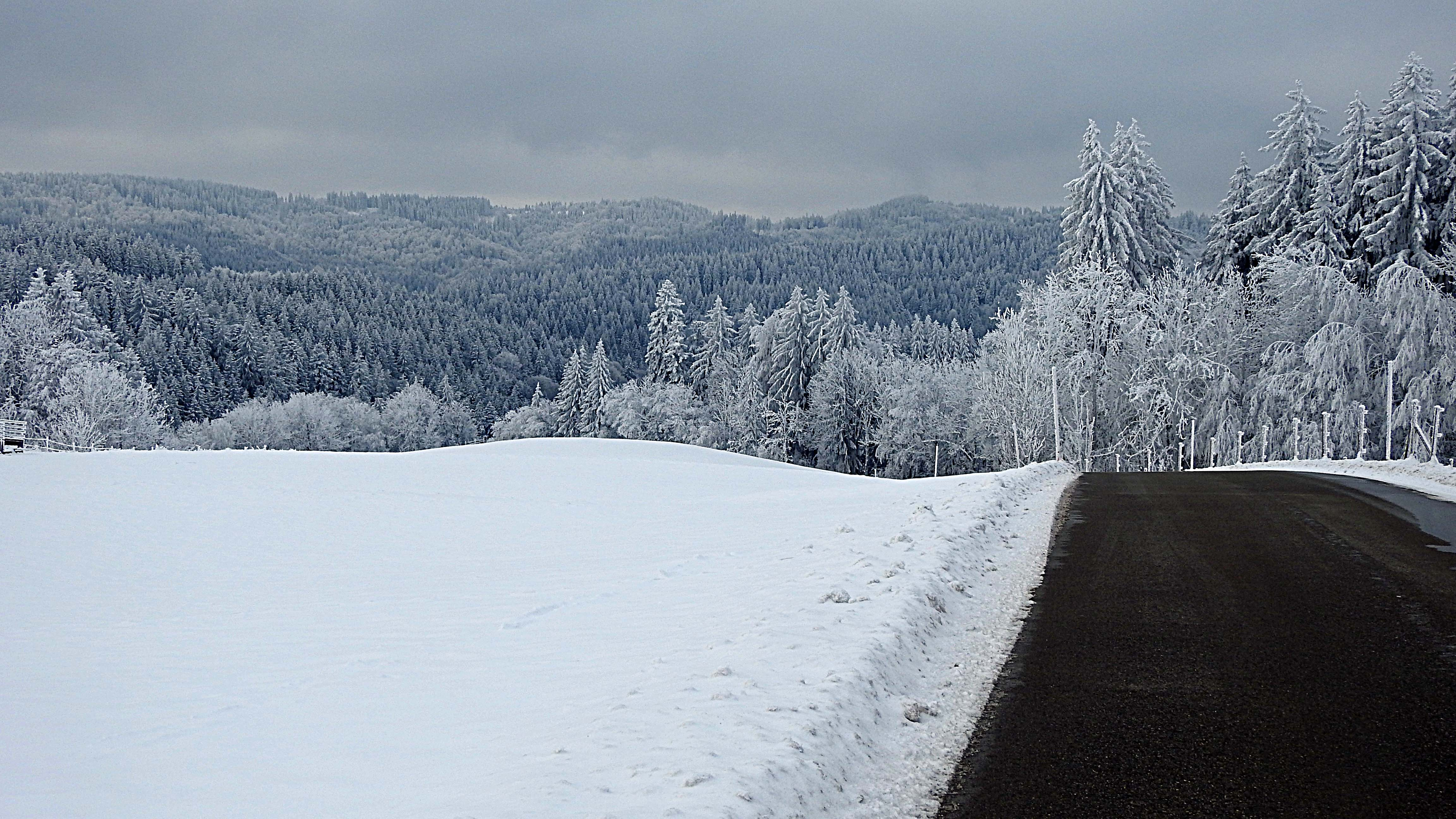
Blick auf den Kürnachwald von Schmidsreute (980 m) aus

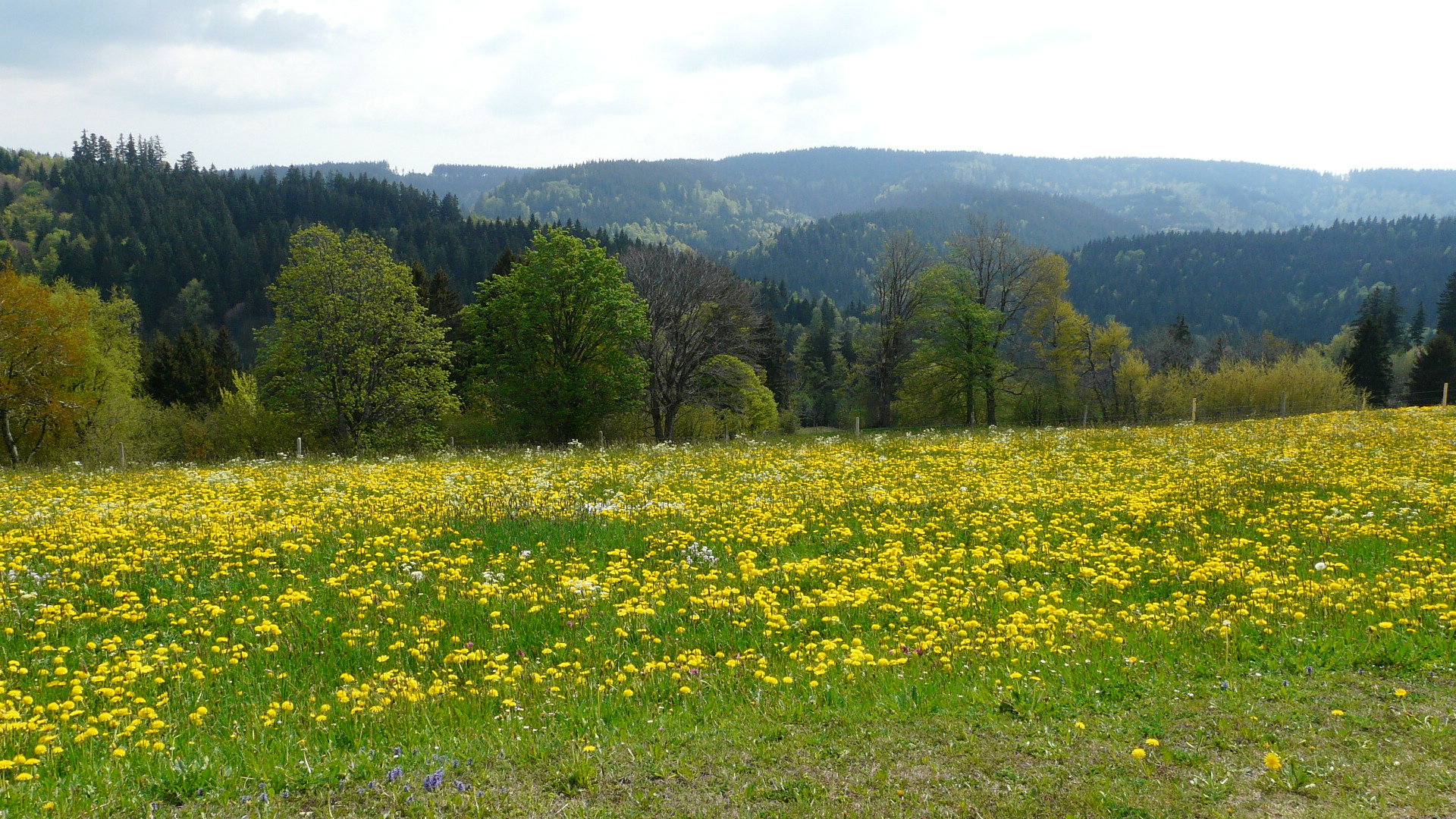
Kürnacher Wald im Frühling

Der Kürnacher Wald ist ein bis etwa 1129 m ü. NHN hoher Teil der Gebirgslandschaft Adelegg und liegt innerhalb des Westallgäus im Landkreis Oberallgäu (Bayern) in Süddeutschland.

## Geographie

### Lage
Der überwiegend stark bewaldete Kürnacher Wald liegt östlich des eigentlichen Gebirgszugs Adelegg, südwestlich von Wiggensbach und nordwestlich von Buchenberg. Nördlich des Kürnacher Waldes schließt sich jenseits der Kürnach und westlich von Wiggensbach in der Gemarkung Altusried der Hohentanner Wald an, südlich nahtlos der Buchenberger Wald.

### Berge
Zu den Bergen und Bergausläufern des Kürnacher Waldes gehören – sortiert nach Höhe in Meter (m) über Normalhöhennull (NHN):
- Ursersberg (ca. 1129 m), 1,4 km nordwestlich von Buchenberg-Eschach; mit naher Großer Schwedenschanze (ca. 1126 m)
- Änger (1125,1 m), 3,4 km westnordwestlich von Buchenberg-Eschach; mit Kleiner Schwedenschanze (1126 m)
- Kreuzleshöhe (1115 m), 3,7 km nordwestlich von Buchenberg-Eschach; am Übergang zum Buchenberger Wald
- Dürrer Bichl (oder: Dürrer Bühl; ca. 1077 m), 2 km südwestlich von Wiggensbach
- Blender (oder: Rauhenstein; 1072,3 m), 500 m nördlich von Buchenberg-Eschachberg
- Kanzel (ca. 1034 m), 1,3 km westlich von Oberkürnach
- namenloser Berg (ca. 1023 m), zwischen den Wiggensbacher Bauernhöfen/Weilern Burgstall, Schmidsreute und Stoffels
- namenloser Berg (1018,5 m), 500 m südöstlich des Wiggensbacher Weilers Adelegg
- Wolfsberg (ca. 1005 m), 5,3 km nordwestlich von Buchenberg-Eschach; mit ehemaliger Alpe Wolfsberg (995,4 m)
- Höhe (981 m), 650 m westlich des Wolfsbergs

### Gewässer
Am Nordwestrand des Kürnacher Waldes verläuft entlang eines Abschnitts der Grenze zum Hohentanner Wald die Kürnach, die am Ostrand des Kürnacher Waldes entspringt und ein östlicher Zufluss der Eschach ist, von der ein Abschnitt die Abgrenzung zur Adelegg bildet. Außerdem entspringen viele kleine Zuflüsse von Kürnach und Eschach im Kürnacher Wald, der östlich vom Iller-Zufluss Kollerbach passiert wird. Im Bereich der Berge Dürrer Bichl (auch Dürrer Bühl genannt) und Blender entspringt der Iller-Zufluss Rohrach und östlich vorbei fließt der Kollerbach.

## Schutzgebiet
Großteile vom Kürnacher Wald gehören zum mittleren Bereich des Fauna-Flora-Habitat-Gebiets Kürnacher Wald (FFH-Nr. 8227-373).

## Sehenswertes
Zu den Sehenswürdigkeiten des Kürnacher Waldes gehören neben seiner schönen Waldlandschaft die als Wegsperre errichteten Schwedenschanzen, die Große Schwedenschanze am Ursersberg und die Kleine Schwedenschanze am Berg Änger.